# Februari 2000
Dit artikel geeft een chronologisch overzicht van alle belangrijke gebeurtenissen per dag in de maand februari van het jaar 2000.

## Gebeurtenissen

### 4 februari
- Het bestverkochte pc-game aller tijden, The Sims verschijnt op de markt.
- De Oostenrijkse bondspresident Thomas Klestil beëdigt een coalitiekabinet onder leiding van de christendemocraat Wolfgang Schüssel en Jörg Haider.

### 5 februari
- Het Italiaanse rugbyteam luistert het debuut in Zeslandentoernooi - zoals het nu heet - op met een 34-20-overwinning op Schotland.

### 6 februari
- Zwemmer Ian Thorpe scherpt in Berlijn zijn eigen wereldrecord op de 200 meter vrije slag kortebaan (25 meter) aan tot 1.41,10.

### 15 februari
- Karel Aalbers, voorzitter van Vitesse wordt afgezet.

### 17 februari
- Het besturingssysteem Windows 2000 van Microsoft verschijnt.

### 20 februari
- De Belgische middellangeafstandsloopster Sandra Stals verbetert in Birmingham het Belgische indoorrecord op de 800 m tot 2.00,46.

### 22 februari
- In seksclub Esther in Haarlem worden vier mensen vermoord, onder wie een lid en een kandidaat-lid van de Hells Angels. Het blijkt een criminele afrekening.

### 23 februari
- Het Nederlands voetbalelftal verslaat Duitsland met 2-1 in een vriendschappelijke interland in de Amsterdam Arena. Patrick Kluivert en Boudewijn Zenden scoren voor Oranje.

### 25 februari
- De Belgische Veerle Dejaeghere verbetert in Gent het Belgische indoorrecord op de 3000 m tot 8.51,96.

## Overleden
<< · januari · februari · maart · april · mei · juni · juli · augustus · september · oktober · november · december · >>